# 식산은행 야구단
식산은행 야구단은 1950년 해체된 한국의 실업 야구단이다. 1936년 흑사자기 쟁탈 도시대항전 조선 예선 우승을 차지했고, 1946년에는 한성실업야구 1차 추계연맹전과 2차 추계연맹전에서 모두 우승한 바 있다.

## 주요 선수
- 이영민 (1929~1936)
- 김영조 (1945~1947)